# Stadio municipale (Ivanjica)
Lo Stadio municipale di Ivanjica (in serbo Градски стадион у Ивањици?, Gradski stadion u Ivanjici) è uno stadio da calcio che si trova nella città di Ivanjica, in Serbia, sede delle partite casalinghe dello Javor Ivanjica, squadra di calcio locale che milita nella Superliga.

## Storia recente
L'impianto è stato completamente rinnovato nel 2002, con la costruzione della tribuna sud, l'ampliamento delle tribune est e ovest e l'installazione dei seggiolini. In quell'occasione sono stati ristrutturati anche gli spogliatoi. Lo stadio ha subito delle leggere modifiche nel 2019, in modo da ospitare le partite della Superliga.

## Elenco note
1. ↑   fkjavor.com,  https://fkjavor.com/stadion/.